# Anatirostrum profundorum
Anatirostrum profundorum is een straalvinnige vissensoort uit de familie van de grondels (Gobiidae). De wetenschappelijke naam van de soort is voor het eerst geldig gepubliceerd in 1927 door Berg.